# Alphabet de Nuceria

Abécédaire de la Tablette de Marsiliana

L'alphabet de Nuceria (en italien : alfabeto nucerino) est issu d'inscriptions en langue osque retrouvées dans le sud de l'Italie (Nocera Superiore, Sorrente, Vico Equense). Il est présent seulement entre le VIe et le Ve siècle av. J.-C.

## Description
L'alphabet de Nuceria est représenté par une série de signes gravés ou des graffiti (lisibles de droite à gauche ou inversement) sur des pièces archéologiques (vases) provenant de diverses localités de Campanie surtout des nécropoles.
Bien que les inscriptions plus anciennes proviennent de Vico Equense, l'alphabet est connu en italien sous le terme alfabeto nucerino car sa première apparition a été notée sur une Œnochoé en bucchero provenant d'une nécropole de Pareti (Nocera Superiore), à proximité du théâtre hellénistique romain de Nuceria Alfaterna. La langue parlée par les utilisateurs de l'alphabet était l'osque une langue indo-européenne du groupe osco-ombrien.
L'alphabet de Nuceria est une variante directe de l'alphabet étrusque. Son originalité provient du nouveau signe attribué à la lettre /s/, du probablement à une difficulté d'adaptation phonétique.
La lettre la plus importante est le /S/ et probablement issu de alphabet Phénicien.

## Caractères de l'alphabet
Les caractères dans leurs diverses variantes sont:

## Les inscriptions
Les inscriptions les plus complètes (Nocera et Vico Equense) concernent des attestations de propriétés des vases sur lesquels elles figurent : 
- / rufies / / pafieis // (« [suis] de Rufio [fils] de Pafio », de Vico Equense)[4].
- / efies / / esum // (« suis de Efio », de Vico Equense);
- / bruties / / esum // (« suis de Bruto », de Nocera).

On atteste des génitifs aussi bien en –es qu'en -ies. Les épigraphes témoignent l'existence de la forme archaïque du verbe sum dans esum citée par Varron, mais jamais attestée auparavant (mise en doute par le passé par les érudits).

## Localités où ont été retrouvées les inscriptions
- Nocera Superiore
- Vico Equense
- Sorrente
- Alfedena
- Pontecagnano
- Stabies
- Nola
- Suessula

## Sources
- (it) Cet article est partiellement ou en totalité issu de l’article de Wikipédia en italien intitulé « Alfabeto nucerino » (voir la liste des auteurs).

## Images

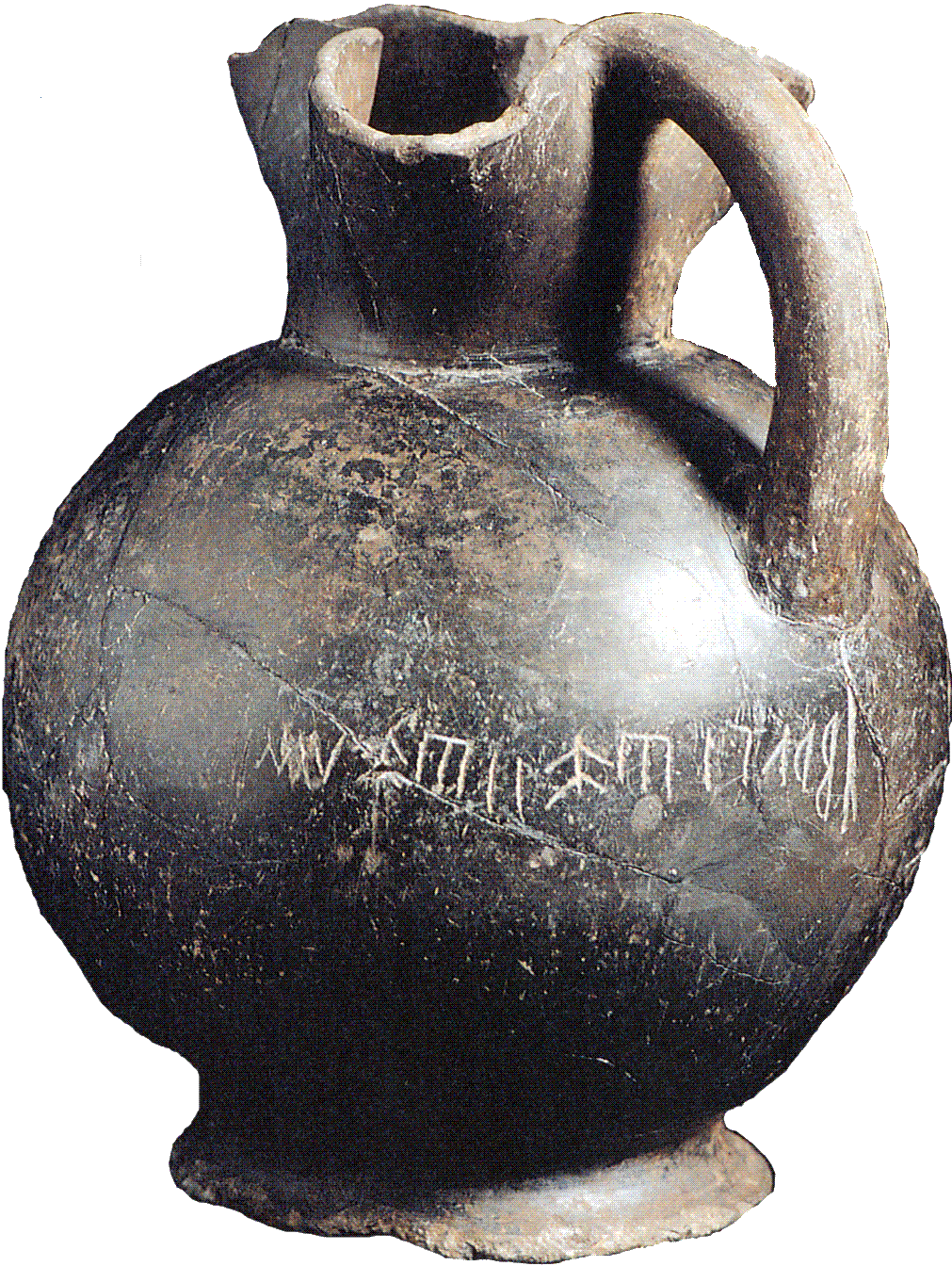
Oinochoe de Nocera
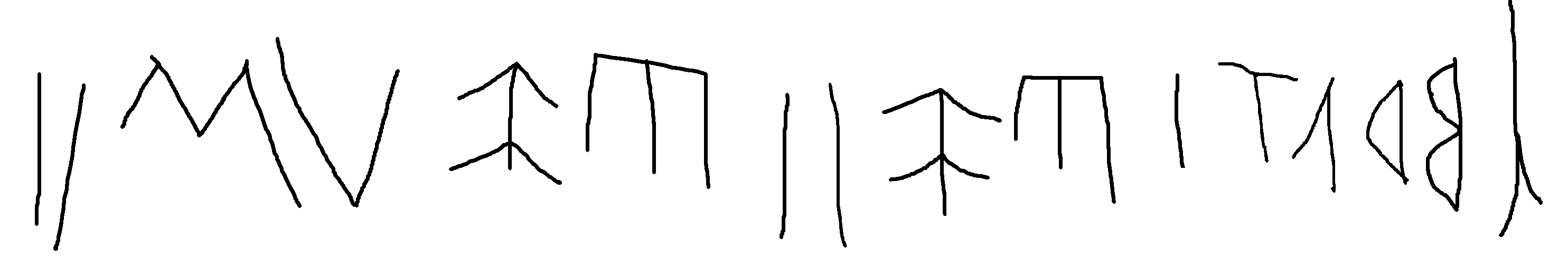
Bruties esum